# Tribune internationale des compositeurs
Die Tribune internationale des compositeurs ist ein seit 1949 bestehendes Forum des Internationalen Musikrates (IMC) der UNESCO in Paris. Die englische Bezeichnung ist International Rostrum of Composers.
Das Forum fördert durch Zusammenarbeit mit nationalen Rundfunkgesellschaften die zeitgenössische Musik. Die erste Tribüne fand 1954 unter Beteiligung von Deutschland, Frankreich, Belgien und der Schweiz statt. Bis 2002 wurden die Podien in der französischen Hauptstadt abgehalten. Ausnahme war das Jahr 2000, wo sie – organisiert durch die MuziekGroep Nederland und die Gaudeamus Foundation – in Amsterdam stattfand. Seit 2003 sind Radio France und andere Rundfunkanstalten Austräger. Mittlerweile sind 30 Organisationen beteiligt. Alle Werke werden von der Europäischen Rundfunkunion an ihre Mitglieder per Satellit übermittelt. Von 1991 bis 2003 wurden die besten Stücke mit der UNESCO Mozart-Medaille ausgezeichnet. Seit 2004 wird u. a. die UNESCO Picasso-Miro-Medaille vergeben.